# El rastre de la pantera
El rastre de la pantera (títol original en anglès: Track of the Cat) és una pel·lícula de western estatunidenca, dirigida per William A. Wellman i estrenada el 1954. Ha estat doblada al català.

## Argument
Una família que s'ha quedat aïllada al seu ranxo de les muntanyes es veu amenaçada per problemes interns i per un perillós i astut depredador: una pantera. Curt Bridges (Robert Mitchum) és un dels tres fills de la severa matriarca Ma Bridges i del seu dèbil i alcoholitzat marit.
Una llegenda parla d'una pantera negra que torna tots els anys amb les primeres neus. Curt i el seu germà Arthur van a veure el que hi ha, i troben 3 animals morts. Decideixen caçar la fera, però no havent previst aliments, Curt torna al ranxo mentre Arthur segueix la pista de la pantera. A la seva tornada Curt troba Arthur mort per la fera, i el torna al ranxo sobre el seu propi cavall. Curt continua a peu i s'acaba perdent. Com que Curt triga a tornar, Ma Bridges demana a Harold, el tercer germà, encendre un foc per guiar-lo. Curt, que començava a tenir por, veu el foc i en la seva precipitació cau en una esquerda. Harold surt a la recerca de Curt, el troba i mata la pantera.

## Repartiment
- Robert Mitchum: Curt Bridges
- Diana Lynn: Gwen Williams
- Teresa Wright: Grace Bridges
- Tab Hunter: Harold Bridges
- Beulah Bondi: Ma Bridges
- Philip Tonge: Pa Bridges
- William Hopper: Arthur Bridges
- Carl Switzer: Joe Sam